# Pret a Manger
Pret a Manger ([prɛt ə ˈmɑːnʒeɪ]; "pronto da mangiare" in francese, un richiamo al "prêt-à-porter", "pronto da indossare"), comunemente chiamata Pret, è una catena di fast food britannica con più di 700 ristoranti in 19 paesi del mondo, di cui 4 in Italia. Nel 2018 è acquisita dal gruppo tedesco Jab Holding della famiglia Reimann.

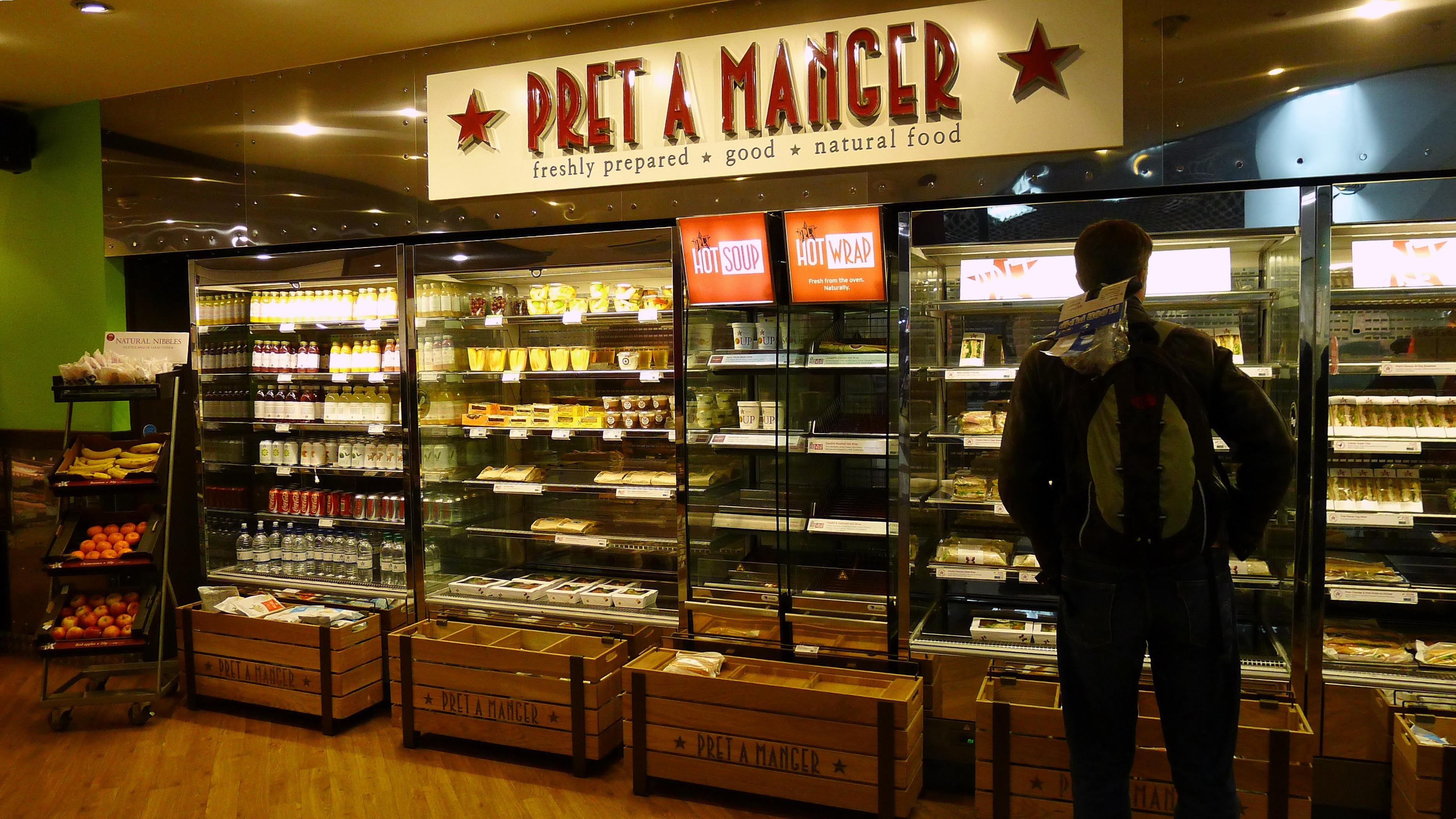
All'interno di Pret a Manger, Victoria Place, Londra

## Storia
La società è fondata a Londra nel 1984 da Jeffrey Hyman: apre il locale, che ha una propria cucina, proprio di fronte alla stazione della metropolitana di Hampstead offrendo cibo appena fatto, pronto da mangiare, come baguette ripiene, croque-monsieur e altri cibi da asporto. Il nome è inventato dalla sorella di Jeffrey, Valerie Tomalin. Dopo un anno si ritrova in difficoltà finanziarie, la società è messa in liquidazione e il nome acquisito nel 1986 da due amici, Sinclair Beecham e Julian Metcalfe (che più tardi fonderanno anche la catena di sushi bar Itsu), che si conoscono da quando erano studenti al Polytechnic of Central London (attuale University of Westminster).
Utilizzando quindi il nome di Pret a Manger rilevato dall'ex liquidatore della società, Metcalfe e Beecham iniziano una nuova avventura aprendo il loro primo locale nel luglio 1986 al numero 75b di Victoria Street, sempre a Londra. Offrono panini, insalate, zuppe, sushi, caffè, snack. Il logo sarà creato negli anni novanta da Adrian Kilby, fondatore di The Formation Creative Consultants Europe Ltd. Sono aperti altri locali con la caratteristica (contrariamente ad altre catene del settore) di non fare ricorso al franchising, il primo inaugurato al di fuori di Londra è a Broad Street, New York, nel 2000. Suscitando subito l'interesse di McDonald's che nel 2001 rileva una partecipazione del 33% nella società che nel 2006 conta 155 punti vendita nel solo Regno Unito, di cui 118 a Londra che generano l'85% degli affari. Altri locali sono aperti a New York e Hong Kong, nel 2008 il fondo di private equity Bridgepoint Capital, proprietario del rivenditore di abbigliamento Fat Face, rileva il 50% di Pret a Manger e contemporaneamente anche la partecipazione detenuta da McDonald's con un impegno finanziario di circa 350 milioni di sterline (poco più di 400 milioni di euro).
Nel 2008 sono già 10 i punti vendita a Hong Kong) mentre viene chiuso quello di Singapore, aperto solo nel 2006 e situato nell'Ogilvy Centre di Robinson Road nel Central Business District. Negli Stati Uniti sono 20 i punti vendita (di cui 19 a New York e uno a Washington, DC) per poi diventare 74 nel 2016. Nel 2012 apre il primo ristorante in Francia, quattro anni più tardi saranno 19. Nel 2016 le vendite del gruppo sono state di 776 milioni di sterline.
Il 19 marzo 2018 la società apre il primo negozio nei Paesi Bassi situato nella stazione ferroviaria centrale di Utrecht. In maggio Bridgepoint cede per 1,5 miliardi di sterline (circa 1,7 miliardi di euro) il controllo di Pret a Manger a Jab Holding, il colosso dei cosmetici, del lusso e del food di proprietà della famiglia tedesca Reimann, la più ricca della Germania con un patrimonio stimato di 33 miliardi di euro. Ai 12.000 dipendenti 12.000 euro di bonus al perfezionamento della vendita entro l'estate.

## Pret a Manger in Italia
Il 31 maggio 2023 la società apre il primo punto vendita in Italia, presso il Terminal 2 dell'aeroporto di Milano Malpensa, sotto un accordo esclusivo con Chef Express del Gruppo Cremonini. Nei mesi successivi apre anche nel Terminal 1 dello stesso aeroporto, e successivamente un “Kiosk” come secondo punto nel Terminal 2.
Nel luglio 2025 apre il primo punto vendita fuori dall’aeroporto di Milano Malpensa, all’interno della stazione Milano Centrale.  
Il piano di sviluppo per l'Italia prevede nei prossimi 15 anni l'apertura di circa 40 punti dell’azienda sul territorio italiano.

## Il Pret Foundation Trust
Nel 1995 Metcalfe e Beecham, che hanno sempre dichiarato come tutti i panini siano fatti il giorno stesso in cui vengono messi in vendita,  fondano il Pret Foundation Trust con lo scopo di aiutare i poveri: tutti i panini rimasti invenduti al termine della giornata vengono raccolti e consegnati con i furgoni "Charity Run" di Pret ad associazioni di beneficenza per sfamare i senzatetto. I prodotti vengono impacchettati con il cartone, invece che con la plastica, per rafforzare il concetto che si tratta di alimenti freschi e che non possono essere conservati per il giorno successivo.